# Acaparamiento del cobre de 1887

Cotización del cobre en la Bolsa de Metales de Londres (LME), durante el episodio de acaparamiento de 1887

El acaparamiento del cobre de 1887, controlado por el industrial francés Eugène Secrétan y su Sociedad de Metales, es la operación especulativa más importante de la historia de la producción de cobre. El episodio, que también involucró a la Dependencia de Descuento Nacional de París y al Banco Paribas, llevó a la quiebra del banco en marzo de 1889. El desenlace de la trama estuvo marcado por el suicidio del presidente de la entidad de descuento y por una intervención masiva del Banco de Francia, que tuvo que aportar cien millones de francos oro para evitar el colapso total del sistema financiero francés.

## Historia
La operación se puso en marcha cuando la producción mundial de cobre era de unas 250 000 tm anuales, y se basó en la compra de ingentes cantidades del metal por parte de un "cártel del cobre", en cuyo centro se encontraba el director de la Sociedad de Metales, el industrial Eugène Secrétan.
Eugène Secrétan comenzó a operar con estaño y plomo a finales de 1886. Pero poco después se dio cuenta de que las existencias mundiales de cobre se habían reducido a 40 000 tm, y que los precios habían caído por debajo de las 36 libras esterlinas por tonelada. Mediante acuerdos económicos por valor de unos sesenta millones de francos, pudo controlar las existencias internas con la ayuda de un grupo de financieros. En tres meses, logró que los precios subieran a 84 libras por tonelada, y a continuación forjó una alianza con productores de cobre ingleses, estadounidenses, suecos y españoles, lo que le garantizó el control de tres años de producción y el equivalente a la oferta mundial, es decir, unas 540,000 tm. Este "cártel" le permitió controlar los suministros, que esperaba revender a un precio elevado para obtener grandes plusvalías. Las existencias de cobre acumuladas se comprometieron rápidamente como garantía para sus acreedores, y la especulación intervino en el rápido estrangulamiento del mercado.
Eugène Secrétan logró involucrar masivamente a la Dependencia nacional de descuento de París en esta operación especulativa, con el acuerdo del presidente del consejo de administración Édouard Hentsch, socio de la sociedad Hermanos Hentsch. Administrador también del banco Paribas, logró que este último también participara en el cartel del cobre, que así logró imponerse en el mercado. La Sociedad de Metales de Secrétan realizó en 1888 una ampliación de capital por valor de 37,5 millones de francos para hacer frente a la revalorización de sus acciones.
Habiéndose duplicado los precios del cobre, las industrias que lo utilizaban empezaron a restringir sus compras. Los precios elevados impulsaron la rápida aparición de nuevos productores, como la Compañía de Boléo (en México), en Montana (Estados Unidos) y en Chile. Eugène Secrétan intentó comprar esta producción extra, pero sus existencias eran tan altas que los bancos acabaron negándole los créditos necesarios.
La Sociedad de Metales perdió sus apoyos financieros cuando la plaza bursátil de París quedó paralizada por el escándalo de Panamá, que explotó cuando la Compañía de Panamá se puso en liquidación judicial el 4 de febrero de 1889, provocando la ruina de 85 000 suscriptores. A comienzos de marzo de 1889, el precio del cobre se desplomó, al igual que las acciones de la Sociedad de Metales, arrastrando a la Dependencia de Descuento Nacional de París y al Banco Paribas con ella.
El 5 de marzo de 1889 se produjo el suicidio de Eugène Denfert-Rochereau (primo hermano de Aristide Denfert-Rochereau), presidente de la Dependencia de Descuento Nacional de París. La noticia de su muerte se difundió durante un baile en la Opéra. A las ocho de la mañana del siguiente amanecer, la Plaza de la Ópera estaba repleta de gente.
Eugène Secrétan había logrado involucrar masivamente a la Dependencia de Descuento Nacional de París en la operación especulativa, con 130 millones de francos comprometidos en garantías, con el acuerdo del presidente del consejo de administración Édouard Hentsch, socio de los hermanos Hentsch, y administrador del banco Paribas, que también participaba en el cártel. En la Rue Rougemont, en la sede del banco, cuando se anunció la quiebra se presentaron 3.050 titulares de garantías para retirar sus fondos, y fueron atendidospor un total de 35 millones de francos.
El Banco de Francia acordó prestar cien millones de francos, el equivalente a diez mil millones de euros de 2020 (0,5% del PIB del momento) a petición del gobierno, alertado por el ministro de Hacienda Maurice Rouvier. A cambio, solicitó la entrega de su cartera y de un compromiso por 20 millones de francos de los otros banqueros. El valor de las acciones del banco quedó dividido por diez, y se hizo necesaria la liquidación amistosa de la Dependencia de Descuento Nacional de París en abril de 1889, un mes antes del inicio de la Exposición Universal de París. Al exigirse que los administradores respaldasen las pérdidas con sus fortunas personales, varios de ellos serían condenados a penas de cárcel por falsear balances y por instigar una operación de acaparamiento (monopolio).
En su autobiografía, el geólogo estadounidense John Hays Hammond señaló posteriormente que Cecil Rhodes se beneficiaría de la experiencia de Eugène Secrétan durante el acaparamiento del cobre de 1887, para no repetir los mismos errores. Rhodes, un destacado aventurero colonial británico propietario de minas de cobre en el Congo y en Rhodesia, decidió organizar una nueva operación de acaparamiento sobre el cobre, que se pudo planear durante unas conversaciones mantenidas alrededor de una fogata con Leander Starr Jameson en diciembre de 1895 durante la preparación del denominado Jameson Raid, una operación militar planteada para hacerse con el control del Transvaal con un ejército privado, pero el fracaso de la expedición trastocó sus planes.